# Кенигсфелд (Мекленбург)
Кенигсфелд (њем. Königsfeld) општина је у њемачкој савезној држави Мекленбург-Западна Померанија. Једно је од 91 општинског средишта округа Нордвестмекленбург. Према процјени из 2010. у општини је живјело 991 становника. Посједује регионалну шифру (AGS) 13058115.

## Географски и демографски подаци
Кенигсфелд се налази у савезној држави Мекленбург-Западна Померанија у округу Нордвестмекленбург. Општина се налази на надморској висини од 40 метара. Површина општине износи 32,4 km². У самом мјесту је, према процјени из 2010. године, живјело 991 становника. Просјечна густина становништва износи 31 становника/km².